# Trefl Gdańsk
O Trefl Gdańsk Spółka Akcyjna, mais conhecido apenas como Trefl Gdańsk, é um time polonês de voleibol masculino da cidade de Gdańsk, da voivodia de Pomerânia. Atualmente o clube disputa a PlusLiga, a primeira divisão do campeonato polonês.

## Histórico
O Trefl Gdańsk Spółka Akcyjna (Klub Trefl Gdańsk SA) foi fundado em 2005 e desde então tem trabalhado em paralelo: uma equipe profissional de jogadores sénior de voleibol e formação de jovens na Escola de Desportos de Gdańsk. Com a fundação, o clube disputou a primeira temporada de sua história na II Liga – a terceira divisão polonesa. Na temporada seguinte se sagrou campeão e obteve o acesso à I Liga – segundo divisão do campeonato polonês. Após vencer as três partidas das finais contra o KS Poznań aplicando um triplo 3–0, a equipe de Gdańsk foi promovida à PlusLiga, o mais alto escalão do voleibol polonês.
Em sua primeira participação na primeira divisão polonesa, o Trefl Gdańsk venceu apenas 2 das 18 partidas disputadas e regressou para a segunda divisão na temporada 2009–10. Após o vice-campeonato da I Liga na temporada em questão, o clube retorna à primeira divisão na temporada subsequente após fechar a série melhor de 5 jogos contra o Jadar Radom por 3–1.
Em 2015, o clube da cidade Gdańsk venceu o Skra Bełchatów por 3 sets a 1 na semifinal da Copa da Polônia, repetindo o mesmo placar na final contra o vice-campeão europeu Asseco Resovia, conquistando assim a Copa da Polônia pela primeira vez em sua história.
Após conquistar o inédito título da Copa da Polônia, o clube garantiu a classificação para competir a Supercopa Polonesa de 2015, enfrentando novamente o Asseco Resovia, clube com a qual o disputou e perdeu o título da PlusLiga de 2014–15. Após vencer os dois primeiros sets, a equipe de Rzeszów empatou a partida forçando um tie-break na qual foi superado por 15 a 12, garantindo assim o primeiro título do Trefl Gdańsk desta competição.

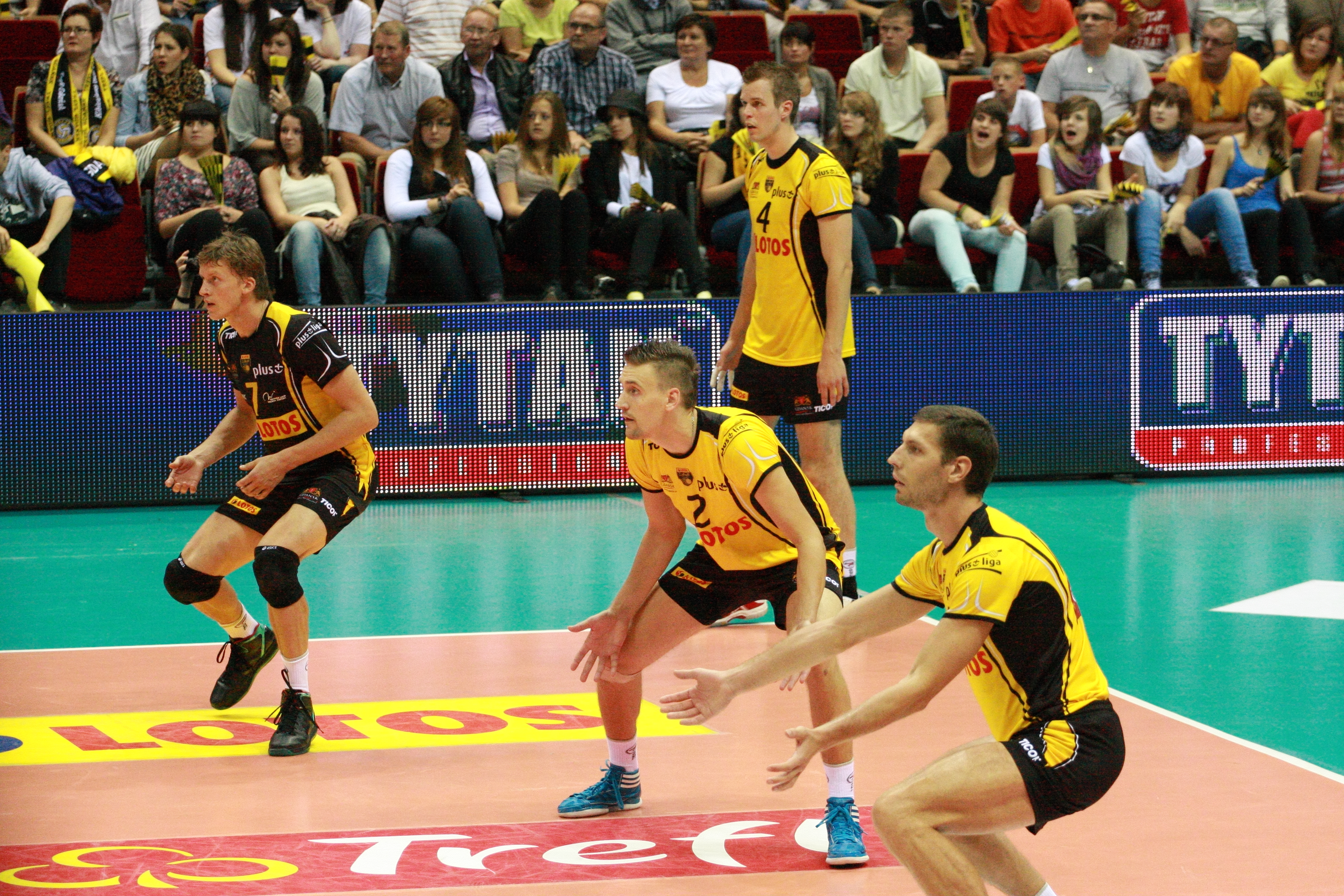
Partida contra o Skra Bełchatów em 30 de setembro de 2011.

Durante a temporada de 2017–18, o clube ganhou sua segunda Copa da Polônia, vencendo o PGE Skra Bełchatów por 3–0. Pelo campeonato polonês, o clube terminou a temporada em 3º lugar e ganhou o direito de disputar a edição da Liga dos Campeões da temporada posterior.
Disputando a segunda Supercopa Polonesa de sua história, a equipe encarou novamente o PGE Skra Bełchatów – então campeão polonês – porém desta vez a equipe comandada pelo técnico italiano Andrea Anastasi foi derrotada pelo placar de 3–0.

## Títulos
Campeonato Polonês
- Vice-campeão: 2014–15
- Terceiro lugar: 2017–18

 Copa da Polônia
- Campeão: 2014–15, 2017–18

 Supercopa Polonesa
- Campeão: 2015
- Vice-campeão: 2018

 Campeonato Polonês - I Liga
- Campeão: 2007–08, 2010–11
- Vice-campeão: 2009–10

## Elenco atual
Atletas selecionados para disputar a temporada 2022–23.
| Camisa                | Nome                 | Altura (m) | Posição    |
| --------------------- | -------------------- | ---------- | ---------- |
| 1                     | Janusz Gałązka       | 1,99       | Central    |
| 2                     | Mariusz Wlazły       | 1,94       | Oposto     |
| 3                     | Jan Martínez Franchi | 1,90       | Ponteiro   |
| 4                     | Luke Perry           | 1,80       | Líbero     |
| 5                     | Patryk Niemiec       | 2,02       | Central    |
| 6                     | Jakub Czerwiński     | 1,95       | Ponteiro   |
| 7                     | Dawid Pruszkowski    | 1,75       | Líbero     |
| 9                     | Alieksei Nasevich    | 1,97       | Ponteiro   |
| 10                    | Bartłomiej Bołądź    | 2,03       | Oposto     |
| 11                    | Lukas Kampa          | 1,90       | Levantador |
| 12                    | Karol Urbanowicz     | 2,00       | Central    |
| 15                    | Mikołaj Sawicki      | 1,95       | Ponteiro   |
| 17                    | Piotr Orczyk         | 1,98       | Ponteiro   |
| 19                    | Kamil Droszyński     | 1,91       | Levantador |
| 23                    | Jordan Zaleszczyk    | 2,03       | Central    |
| Técnico: Igor Juričić |                      |            |            |